# Bakau
Bakau – miasto w zachodniej Gambii, w Greater Banjul Area. Leży nad Oceanem Atlantyckim. Słynie z ogrodów botanicznych. Jest też popularnym kurortem wypoczynkowym. Trzecie co do wielkości miasto kraju.